# Bonds Cay
Bonds Cay är en ö i Bahamas.   Den ligger i distriktet Berry Islands District, i den nordvästra delen av landet, 60 km nordväst om huvudstaden Nassau.